# Karen Demirtjan-komplexet
Karen Demirtjans sport- och konsertkomplex eller Hamalir (armeniska för komplex, armeniska: Կարեն Դեմիրճյանի անվան Մարզահամերգային Համալիր) är en sport- och konstertarena i Jerevan i Armenien. Arenan byggdes år 1983.
Junior Eurovision Song Contest 2011 och Junior Eurovision Song Contest 2022 genomfördes i Karen Demirtjan-komplexet. Det renoverades 2008 och tar därefter 8.000 åskådare vid sportevenemang och omkring 13 000 åhörare vid konserter. 
Byggnadens exteriör påminner om formen av en stor fågel som öppnar sina vingar. Den innehåller en huvudarena för sportevenemang och konserter, två konsertsalar med 1.900 platser, en sporthall med 2.000 åskådarplatser, konferenssal, en stor foajé för utställningar och andra lokaler.

## Bildgalleri

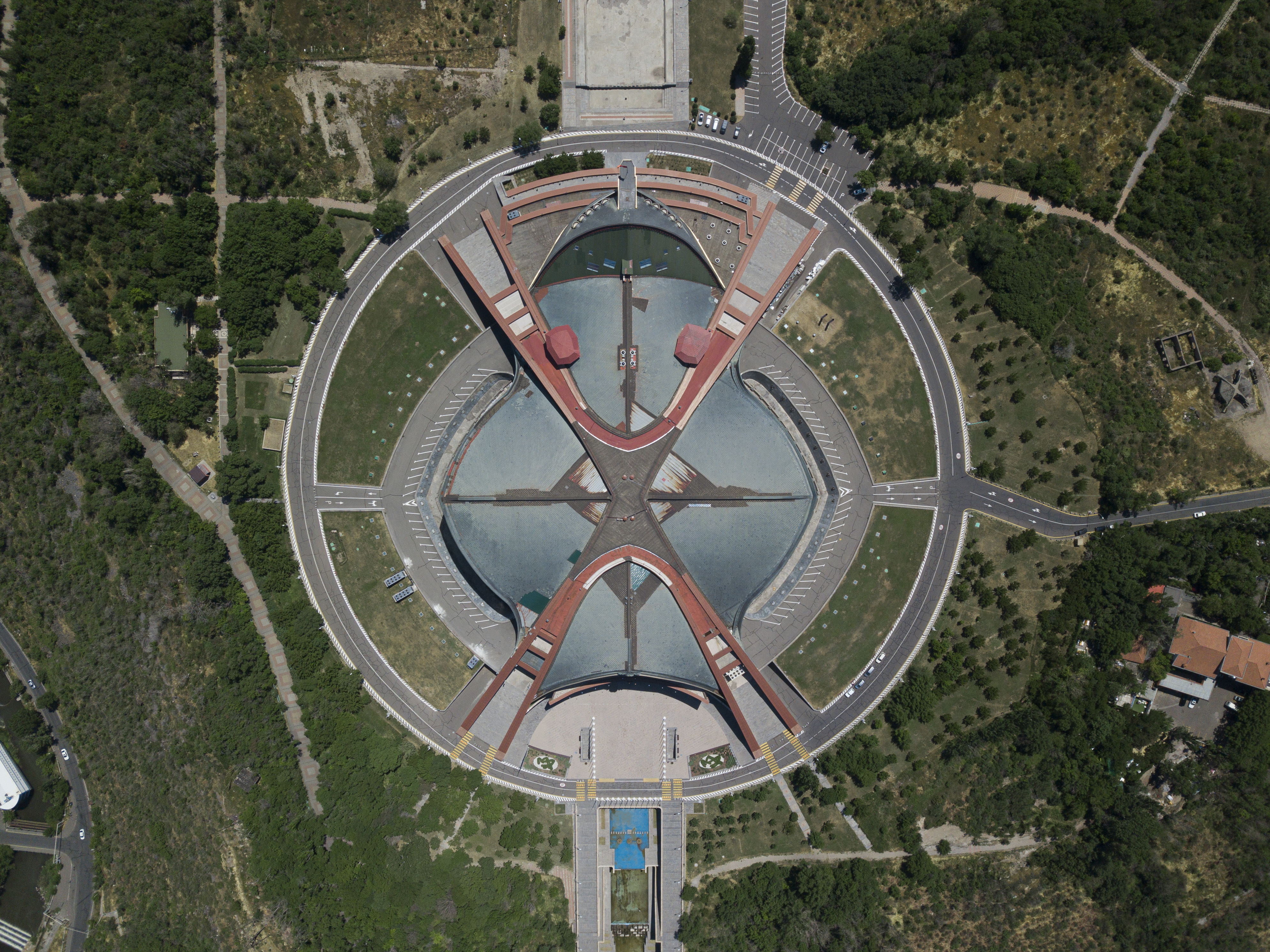
Hvudingången till Karen Demirchyans sport- och konsertkomplex
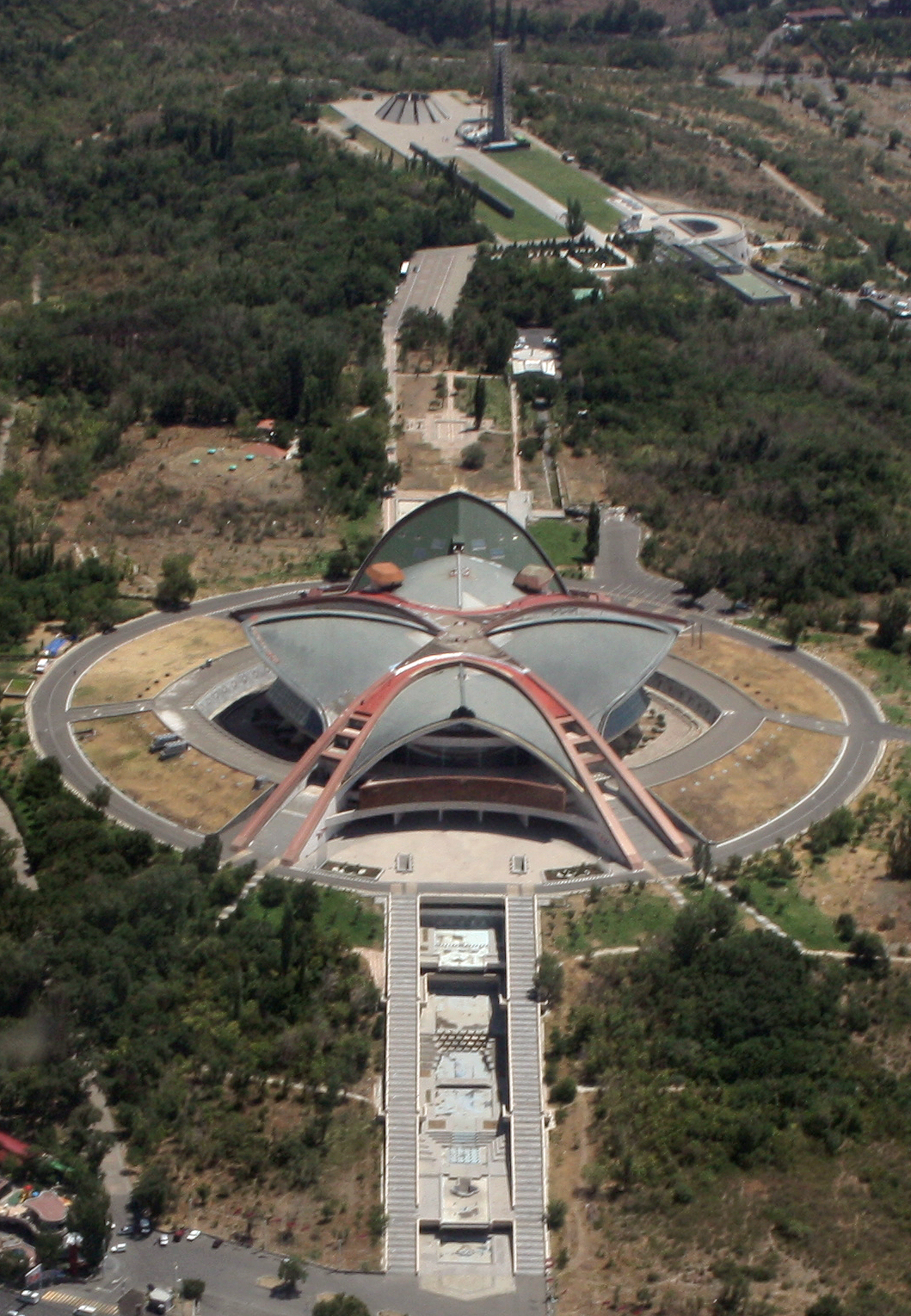
Flygbild
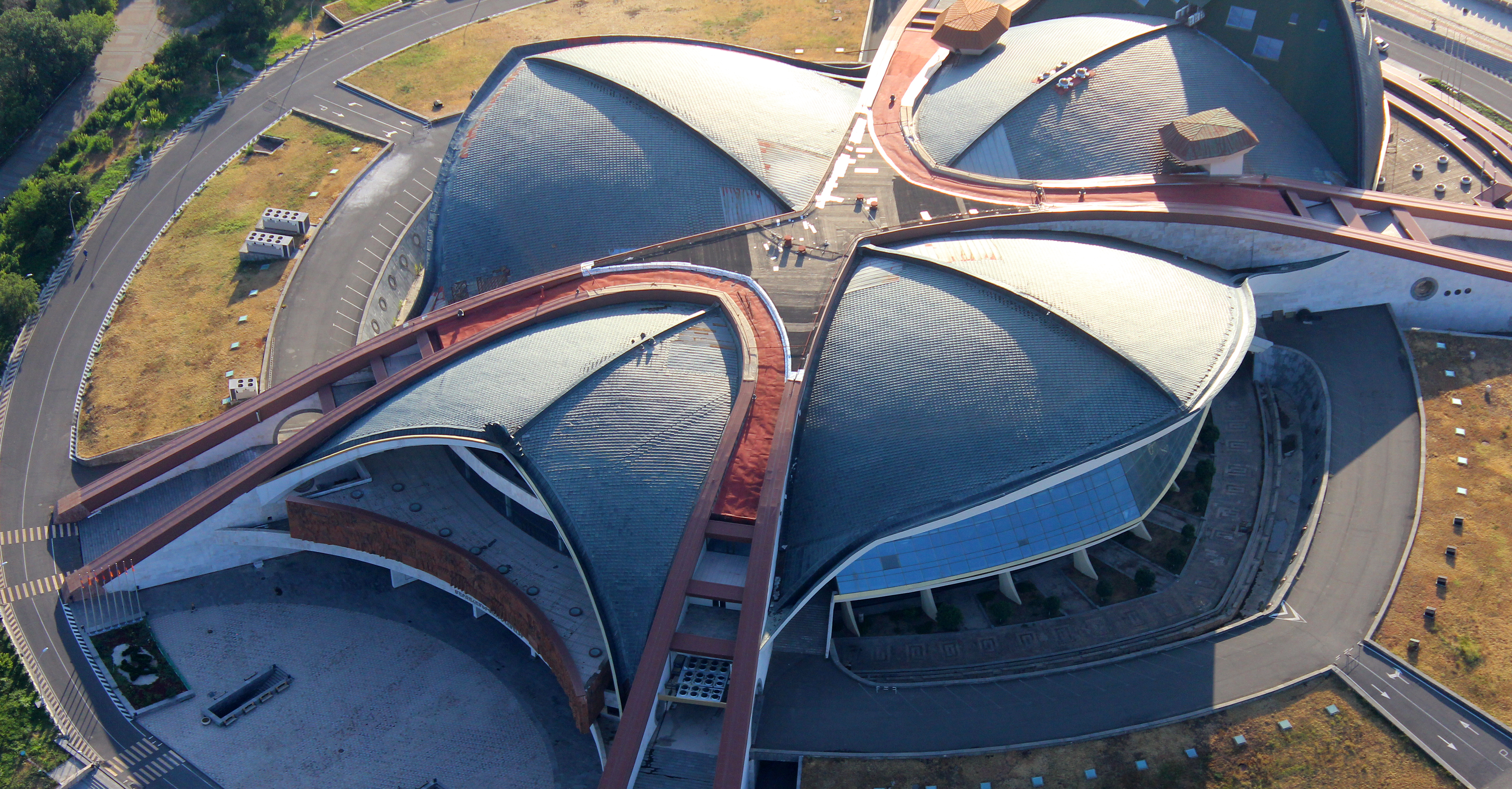
Komplexet från luften